# Matheius Soiron

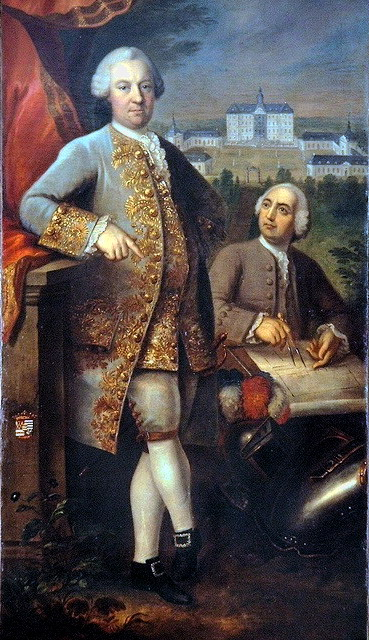
Graaf Von Quadt (staand) en Matheius Soiron (zittend) voor kasteel Wickrath (1773)

Matheius Soiron, ook wel Matthieu Soiron genoemd (Maastricht, 17 mei 1722 — aldaar,  15 juli 1781) was een Luiks barokarchitect en aannemer. Hij is vooral in Duitsland bekend als de hoofdarchitect van kasteel Wickrath. Samen met zijn broer François Soiron en zijn zoon Mathias Soiron, en naast de Luikse architecten Etienne Fayen, Barthélemy Digneffe, Jacques-Barthélemy Renoz en Ghislain-Joseph Henry, en de Akenenaren Laurenz Mefferdatis, Joseph Moretti en Johann Joseph en Jakob Couven, kan hij gerekend worden tot de belangrijkste bouwmeesters van de barokarchitectuur in het prinsbisdom Luik.

## Biografische schets
Matheius Soiron werd geboren als zesde kind van Matheus Soiron (Chênée?, 1681 - Maastricht, 1762) en Catharina Deplaye (Luik, 1688 - Maastricht, 1746). Matheius was een jongere broer van François Soiron (Luik, 1714 - Maastricht, 1779), die eveneens aannemer en bouwmeester werd. Enkele jaren na de geboorte van François verhuisde het gezin Soiron vanuit Luik naar Maastricht. Waarschijnlijk leerde Matheius het vak van aannemer-bouwmeester van zijn vader en broer. Samen met de laatste werkte hij 26 jaar lang aan zijn belangrijkste opdracht, kasteel Wickrath. Op 2 oktober 1747 trouwde Matheius met Isabella Lucia Ernou (Maastricht, 1726 - Maastricht, 1786). Een van hun zonen werd eveneens een bekend architect, Mathias Soiron. Twee andere zonen waren kanunnik bij het kapittel van Sint-Servaas, een eervolle positie in die tijd.
Bij wijze van betaling voor hun prestaties bij de bouw van kasteel Wickrath, schonk graaf Willem Otto Friedrich von Quadt in 1757 het kasteel De Wildenborch in Vorden aan de gebroeders Soiron. In 1768 verkochten Matheius en François het kasteel, volgens sommige bronnen nadat ze 5000 eiken op het landgoed hadden laten kappen.

## Portret
Het hiernaast weergegeven dubbelportret is het schilderij Wilhelm Otto Friedrich von Quadt und sein Baumeister vor dem Schloss Wickrath, geschilderd door Johann Heinrich Fischer in 1773. Het opschrift op de lijst verwijst naar de afgebeelde graaf von Quadt, de trotse eigenaar van het nog maar net voltooide kasteel Wickrath op de achtergrond. De bouwmeester, Matheius Soiron, kijkt voldaan op uit zijn schetsboek en richt zijn blik omhoog naar zijn opdrachtgever. Tot voor kort werd de figuur van de architect geïdentificeerd als de Akense bouwmeester Johann Joseph Couven, of zijn zoon Jakob Couven. Inmiddels staat het vast dat Matheius Soiron de hoofdarchitect van Wickrath was - en dus de geportretteerde naast de graaf moet zijn. Het schilderij werd in 2001 op een veiling in Amsterdam aangeboden en bevindt zich thans in het museum Schloss Rheydt in Mönchengladbach.
Joseph Mataré, de broer van de beeldhouwer en schilder Ewald Mataré, maakte rond 1930 een gedetailleerde kopie van een deel van het dubbelportret, dat zich toen nog te Isny im Allgäu bevond. Zoals toen algemeen werd aangenomen, meende Mataré een van de Akense bouwmeesters Couven geschilderd te hebben. Het portret hangt dan ook in het Couvenmuseum in Aken. In plaats van de bruine jas van de architect in het originele schilderij, koos Mataré voor een rode kleur.

## Werken

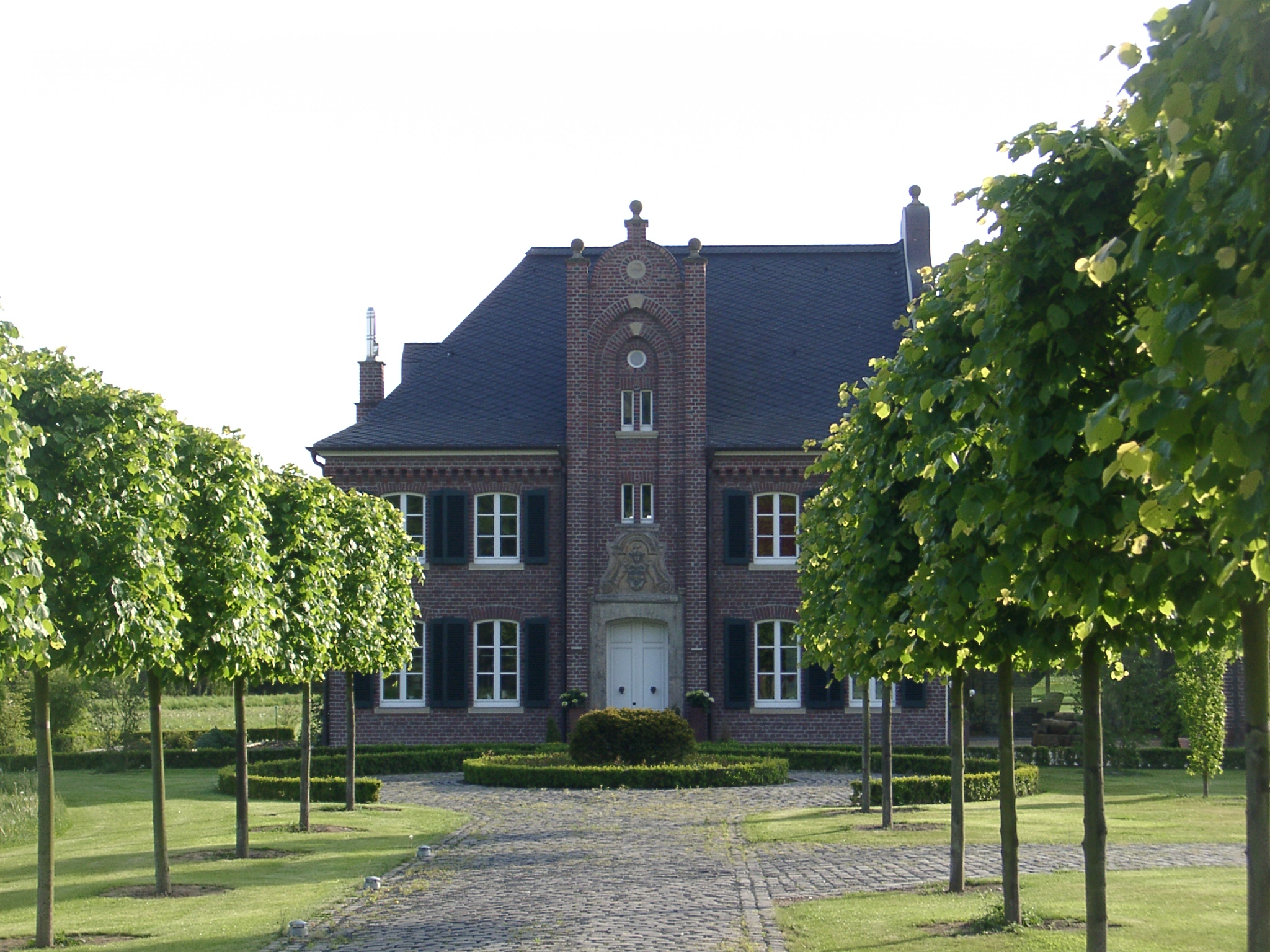
Haus Schlickum

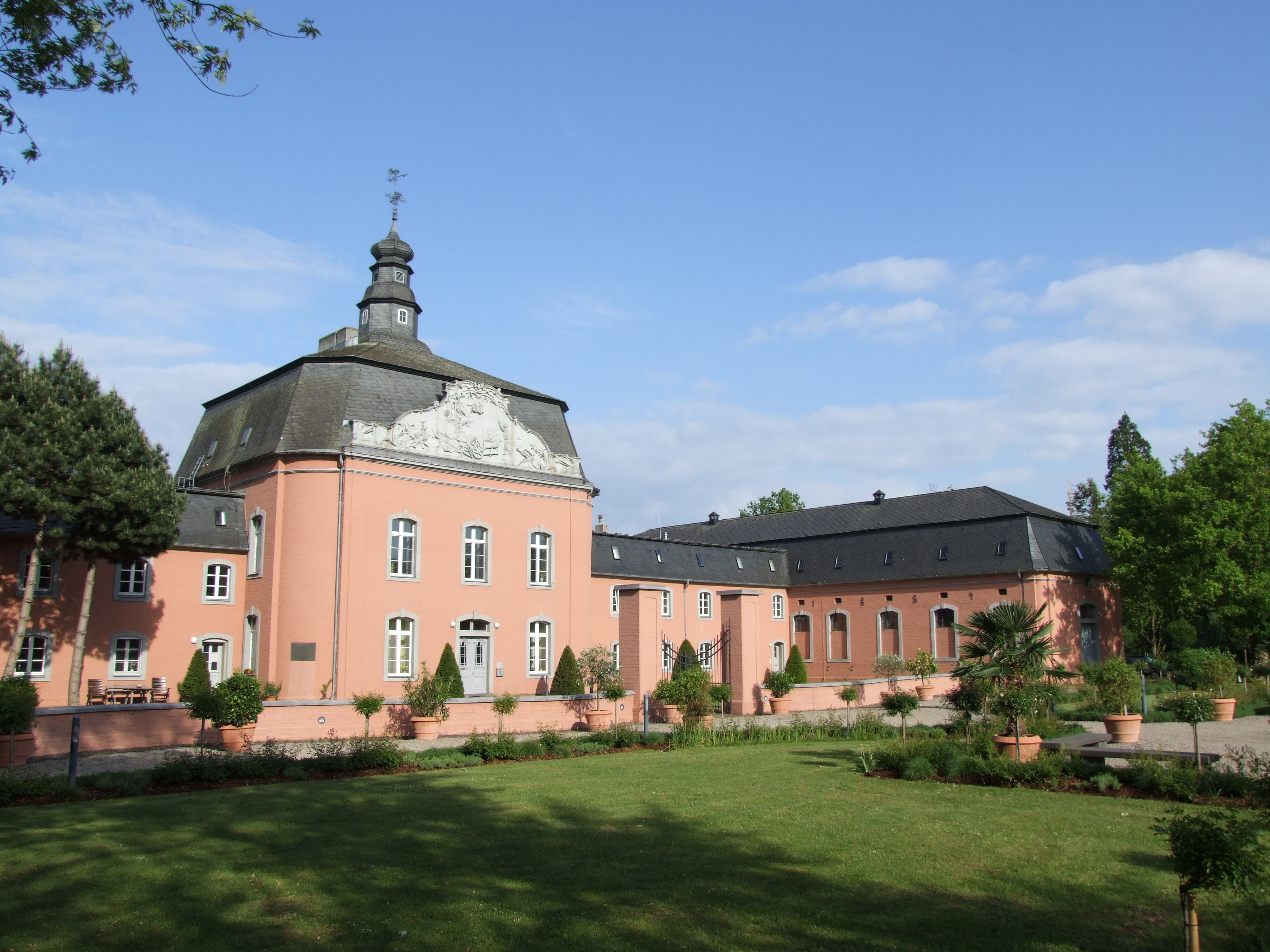
Kasteel Wickrath, oostelijke voorburcht

### Selectie van bouwwerken
- 1743-1744: kasteel Meerssenhoven (mogelijk een onjuiste toeschrijving)[6]
- 1746-1772: kasteel Wickrath, bij Mönchengladbach (met François Soiron)
- na 1755: Haus Schlickum[7] (Korschenbroich, tussen Neuss en Mönchengladbach)
- voor 1756: toren parochiekerk Ratheim, Hückelhoven-Ratheim (onzeker, wellicht Matheius of François Soiron)[8]
- 1775-77: bouw van de bastions Prins Frederik en Stadhouder, en de couvre-facen Louise en Du Moulin in de zogenaamde Linie van Du Moulin in Maastricht.[9]

### Kasteel Wickrath
Tussen 1746 en 1772 bouwden de gebroeders François en Matheius Soiron aan hun magnum opus, het kasteel Wickrath, 11 km ten zuidwesten van Mönchengladbach. In opdracht van de heer van Wickrath (vanaf 1752 graaf), Wilhelm Otto Friedrich von Quadt, ontwierpen de broers een barokke waterburcht met een groot park naar Frans voorbeeld in de vorm van een vijfhoekige gravenkroon. Na afbraak van de restanten van het middeleeuwse kasteel, dat door brand in 1745 zwaar was beschadigd, verrees op dezelfde plek een nieuw zomerverblijf voor de graaf, bestaande uit een groot herenhuis en twee losse paviljoens (de oostelijke en westelijke voorburcht), alles omringd door water, waarvoor het riviertje de Niers moest worden omgeleid. De eerste fase behelsde de realisering van het hoofdgebouw, dat echter in 1859 zo bouwvallig was geworden, dat het moest worden gesloopt. De tweede bouwfase begon waarschijnlijk in 1751 met de bouw van de H-vormige paviljoens. Waarschijnlijk op verzoek van hun opdrachtgever, scheidden de Soirons het hoofdgebouw,  met het corps de logis, van de beide voorburchten, waardoor een originele variant ontstond op de cour d'honneur, de erehof. Met name de goedbewaard gebleven westelijke voorburcht, waarin zich de drieschepige Nassauer Stall met gestucte gewelven op hardstenen pilaren bevindt, geeft een goede indruk van de monumentale architectuur van het complex. In bewaard gebleven bouwdocumenten duikt rond deze tijd de naam Matheius Soiron regelmatig op als verantwoordelijk architect. Het is onduidelijk in hoeverre François na 1751 betrokken was bij de bouw van Wickrath, hoewel de schenking van kasteel De Wildenborch in 1757 lijkt te wijzen op een verdere samenwerking tussen de broers. Op het dubbelportret van de opdrachtgever en zijn bouwmeester, met het voltooide kasteel op de achtergrond, ontbreekt François, wat erop zou kunnen wijzen dat Matheius in de laatste fase de leidende rol had.